# Svartänka
Svartänka (Vidua funerea) är en fågel i den afrikanska familjen änkor inom ordningen tättingar.

## Utseende och läte
Hane i häckningsdräkt gör skäl för sitt namn med helt glansigt blåsvart fjäderdräkt, med en ljusare brunaktig vingpanel. Hona och hane utanför häckningstid är bruna och streckade på ryggen, medan undersidan är ljus och ansiktet kraftigt tecknat. Benfärgen är röd i Sydafrika, vilket skiljer den från purpurglansänkan. I övriga utbredningsområdet är dock benen ljusskära och därmed mycket lik flera andra änkor. Den skiljer sig möjligen genom något mindre glansig fjäderdräkt, men kan endast skiljas med säkerhet genom härmningar av värdfågeln (se Levnadssätt nedan), en låg metallisk drill. 

## Utbredning och systematik
Svartänka delas in i två underarter med följande utbredning:
- Vidua funerea nigerrima – förekommer i Kenya Moçambique, Angola och Zimbabwe
- Vidua funerea funerea – förekommer i Sydafrika, Swaziland och Moçambique söder om Limpopofloden.

## Levnadssätt
Svartänkan är liksom alla änkor boparasiter som lägger ägg i andra fåglars bon. Denna art är specialiserad på mörkröd amarant (Lagonosticta rubricata). Arten hittas i savann, skogslandskap och skogsbryn. 

## Status och hot
Arten har ett stort utbredningsområde och en stor population med stabil utveckling och tros inte vara utsatt för något substantiellt hot. Utifrån dessa kriterier kategoriserar internationella naturvårdsunionen IUCN arten som livskraftig (LC). Världspopulationen har inte uppskattats men den beskrivs som ovanlig.